# Lasiosina hypopygialis
Lasiosina hypopygialis är en tvåvingeart som beskrevs av Dely-draskovits 1979. Lasiosina hypopygialis ingår i släktet Lasiosina och familjen fritflugor. Inga underarter finns listade i Catalogue of Life.